# Hans Speidel (General)

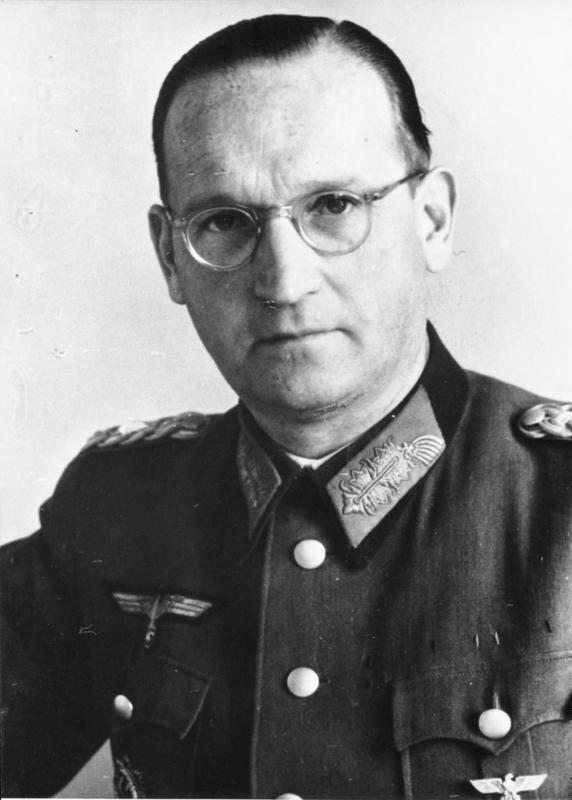
Hans Speidel (Anfang 1944), Aufnahme aus dem Bundesarchiv

Hans Speidel (* 28. Oktober 1897 in Metzingen; † 28. November 1984 in Bad Honnef) war ein deutscher General. Er kämpfte im Ersten Weltkrieg als Leutnant und war im Zweiten Weltkrieg Chef des Stabes der Heeresgruppe B unter Erwin Rommel, Günther von Kluge und Walter Model. Von 1957 bis 1963 war Speidel als General der Bundeswehr Oberbefehlshaber der alliierten Landstreitkräfte in Mitteleuropa bei der NATO.

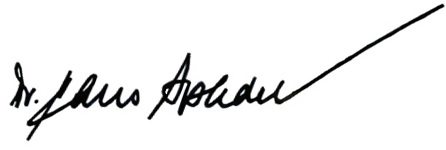
Signatur von Hans Speidel

## Leben
Hans Speidel war ein Sohn des Oberforstrats Emil Speidel (1859–1938) und dessen Ehefrau Amalie „Mali“ von Klipstein (1869–1952). Er war seit 1925 mit Ruth Stahl (1903–1990) verheiratet, mit der er zwei Töchter und einen Sohn hatte; dieser, Hans Helmut Speidel (* 1938), ist Brigadegeneral a. D. der Bundeswehr. Speidels älterer Bruder Wilhelm (1895–1970) war ein General der Flieger.

### Erster Weltkrieg
Während des Ersten Weltkriegs trat Speidel am 30. November 1914 nach einem Notabitur als Fahnenjunker beim Grenadier-Regiment „König Karl“ (5. Württembergisches) Nr. 123 ein. Im November 1915 wurde er zum Leutnant befördert. Er kämpfte in Flandern, an der Somme und bei Cambrai und wurde Regimentsadjutant.
Speidel wurde mit beiden Klassen des Eisernen Kreuzes und der Württembergischen Militärverdienstmedaille in Gold ausgezeichnet.

### Zwischen den Weltkriegen

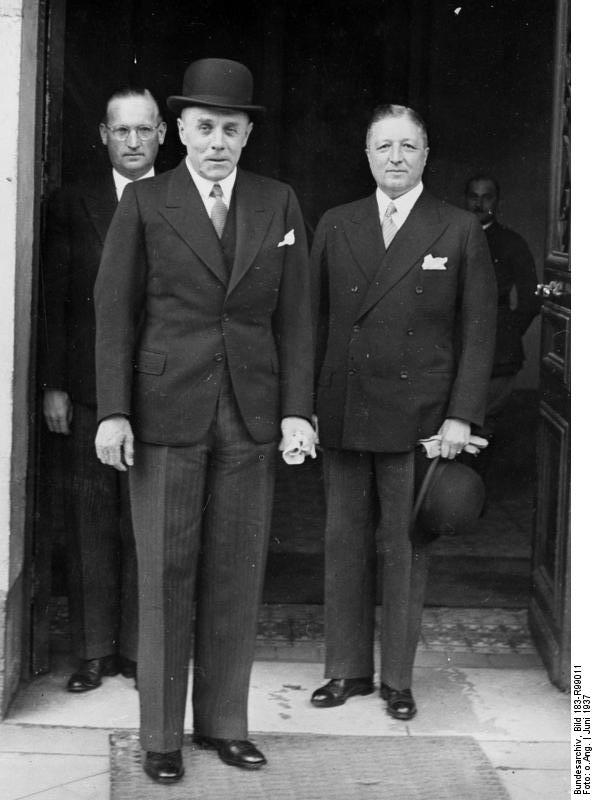
Hans Speidel (links) mit Ludwig Beck (Mitte) und Erich Kühlenthal (rechts), Paris, Juni 1937.

Speidel wurde nach Kriegsende als Berufssoldat in die Reichswehr übernommen und als Kompanie- und Ordonnanzoffizier beim 13. (Württ.) Infanterie-Regiment in Ludwigsburg eingesetzt.
Er studierte 1923/24 mit Unterstützung seiner Vorgesetzten in Berlin, Tübingen und Stuttgart Geschichte und Volkswirtschaft und promovierte am 14. Februar 1925 mit der Arbeit 1813/1924: eine militärpolitische Untersuchung zum Dr. phil. magna cum laude. In dieser Arbeit beschäftigte er sich mit den unterschiedlichen politischen Geistesströmungen nach den Niederlagen in den Jahren 1813 und 1923, insbesondere mit der sogenannten Dolchstoßlegende. Am 1. April 1925 wurde er zum Oberleutnant befördert. Speidel, der sich auch mit militärwissenschaftlichen Arbeiten (unter anderem der Monographie Au fil de l’épee von Charles de Gaulle) beschäftigte, absolvierte anschließend eine Führergehilfenausbildung und 1930 wurde nach deren Abschluss in die Abteilung Fremde Heere (T 3) des Truppenamtes versetzt. Am 1. Februar 1932 wurde er zum Hauptmann befördert.
Am 1. Oktober 1933 wurde Speidel als Gehilfe des deutschen Militärattachés nach Paris versetzt. Es folgten Verwendungen als Kompaniechef und Bataillonskommandeur in Ulm, ehe er Ende 1936 zum Leiter der Abteilung Fremde Heere West ernannt wurde. Er wurde 1937 Erster Generalstabsoffizier (Ia) der 33. Infanterie-Division in Mannheim.

### Zweiter Weltkrieg

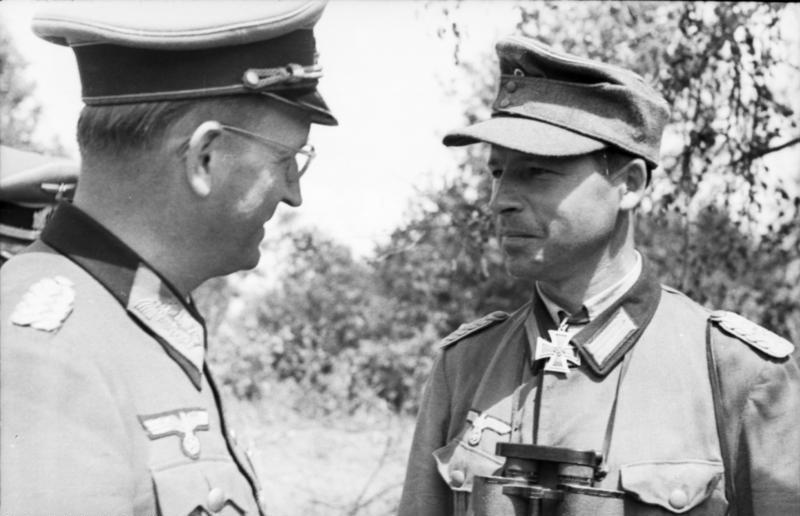
Generalmajor Hans Speidel (l.) im Gespräch mit Oberstleutnant Josef Grassmann während des Unternehmens „Zitadelle“ (Sowjetunion, 21. Juni 1943)

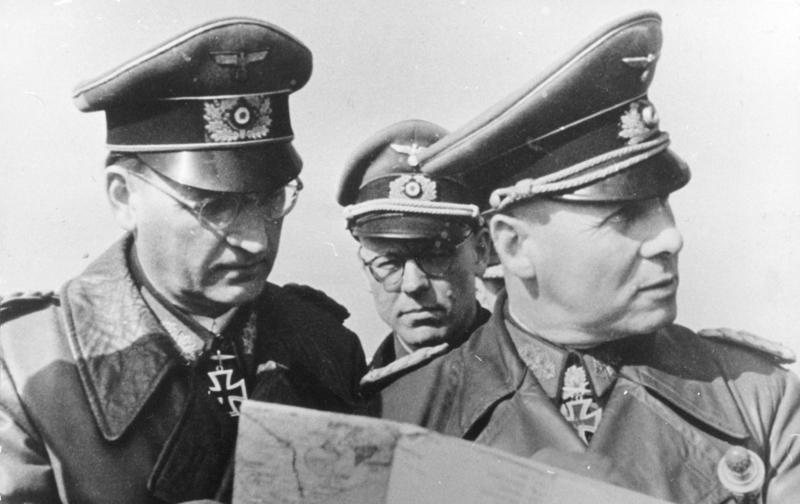
Generalleutnant Speidel (links) mit Generalfeldmarschall Erwin Rommel (rechts) bei der Inspektion des Atlantikwalls (Pas de Calais, 18. April 1944)

1939 wurde Speidels Division am Westwall eingesetzt. 1940 nahm er als Chef des Stabes (Ia) des IX. Armeekorps am Frankreichfeldzug teil. Er wurde nach der Einnahme von Paris im Juni 1940 Chef des Stabes des dortigen Militärbefehlshabers Alfred von Vollard-Bockelberg und wenig später Chef des Kommandostabes der Militärverwaltung in Frankreich. Als solcher war er Otto von Stülpnagel unterstellt. In seinem Umfeld bildete sich zu dieser Zeit die sogenannte „Georgsrunde“, benannt nach deren Treffpunkt im Pariser Hotel „George V.“, der unter anderem der damalige Hauptmann Ernst Jünger angehörte. Am 1. Februar 1941 wurde Speidel zum Oberst befördert. 
Im März 1942 wurde Speidel zum Chef des Generalstabes des V. Armeekorps an der Ostfront ernannt. In der Winterkrise 1942/43 fungierte er zeitweilig als Chef des Stabes des Deutschen Generals beim italienischen AOK 8, Kurt von Tippelskirch, und anschließend der aus diesem Stab gebildeten Armeeabteilung Lanz (später Kempf). In dieser Stellung war er, mittlerweile zum Generalmajor befördert, an der Schlacht bei Charkow und dem Unternehmen Zitadelle beteiligt. Im August 1943 wurde aus der Armeeabteilung eine neue 8. Armee unter Otto Wöhler aufgestellt, deren Generalstabschef Speidel weiterhin blieb. Am 1. Januar 1944 erfolgte in dieser Stellung seine Beförderung zum Generalleutnant.
Im April des gleichen Jahres wurde er Chef des Stabes der Heeresgruppe B unter Erwin Rommel und versuchte, diesen für den militärischen Widerstand gegen Adolf Hitler zu gewinnen. Nach Rommels Verwundung bemühte er sich, auch bei Rommels Nachfolger Hans Günther von Kluge das gleiche Ziel zu erreichen. Am 17. August 1944, bei der Ankunft des von Kluge-Nachfolgers Walter Model im Hauptquartier der Heeresgruppe im Schloss La Roche-Guyon, meinte Speidel zu dem (ihm schon aus früheren Zeiten bekannten) Feldmarschall: „Das beste sei, sich im Westen mit den Alliierten zu arrangieren, um freie Hand im Osten zu bekommen. […] Model stimmte zu, schwieg einen Moment, sagte dann: ‚Ach, lassen wir die politischen Dinge.‘“ Seine Aufgabe war, möglichst viele seiner Soldaten aus der Normandie herauszubekommen. Speidels Bekanntschaft mit Model rührte aus dem Jahr 1929, als er bei dem damaligen Major Kriegsgeschichte bei einem „Führergehilfenlehrgang“ (u. a. auch mit Adolf Heusinger) hörte.
Hitlers Trümmerfeldbefehl vom 23. August 1944 gegen Paris gab Model weiter – und kümmerte sich dann nicht mehr sonderlich um die Stadt. „Sein Chef Speidel und Choltitz regelten die Nichtbefolgung des berüchtigten ‚Führerbefehls‘ in stillem Einvernehmen untereinander.“
Am 30. August rief der Chef des Heerespersonalamtes, General Wilhelm Burgdorf, im vorübergehenden Hauptquartier der Heeresgruppe in Havrincourt an und verlangte die Ablösung von General Speidel als Chef des Stabes. Er sei „stark verdächtig, am 20. Juli beteiligt gewesen zu sein. […] Model tobte […].“ Hier konnte er jedoch nichts mehr ausrichten, als ihm eine abschließende Beurteilung zu geben, die er nach seiner Absicht „sehr vorsichtig, um Speidel nicht zu schaden“, abfasste. Speidel wurde am 7. September 1944 nach Kluges Suizid von der Gestapo verhaftet und als Helfer und Mitwisser des Attentats auf Hitler angeklagt. Der Ehrenhof der Wehrmacht plädierte auf „Nichtschuldig aber nicht frei von Verdacht“, wodurch Speidel eine Verhandlung vor dem Volksgerichtshof erspart blieb.
Er blieb aber dennoch in Haft. In der Festungshaftanstalt Küstrin war er unter anderem gemeinsam mit Ernst Wirmer, dem Bruder des von den Widerstandskämpfern als Reichsjustizminister vorgesehenen Josef Wirmer, sowie dem Befehlshaber der niederländischen Armee, General van Roell, und General Theodor Groppe inhaftiert. Bei Annäherung der sowjetischen Truppen wurde die Gruppe im April 1945 über mehrere Stationen nach Immenstaad am Bodensee transportiert und in der Hauskapelle von Schloss Hersberg gefangen gehalten. Gemeinsam mit dem Kommandanten der Haftanstalt organisierte Speidel die Flucht vor der SS. Mit Hilfe von Ordensleuten der Pallottiner konnten die Gefangenen in Urnau im heutigen Bodenseekreis untertauchen und wurden dort in den letzten Kriegstagen von französischen Truppen gestellt.

### Nachkriegszeit

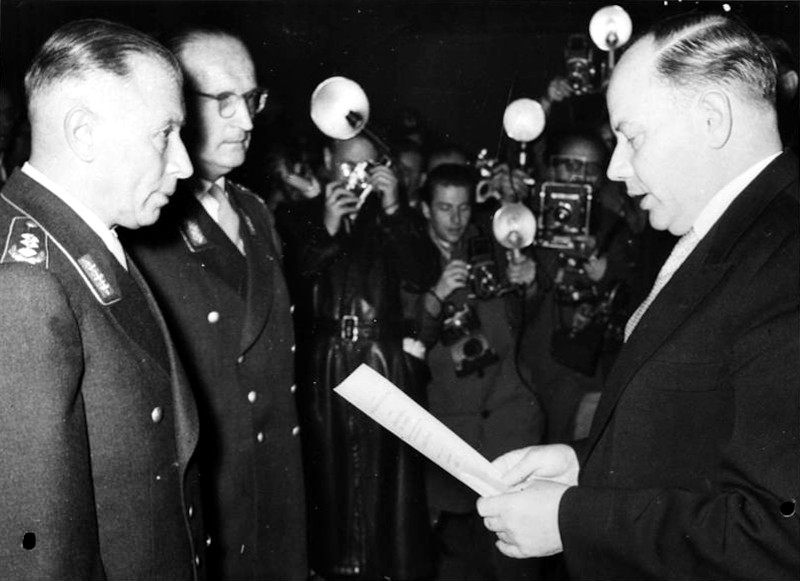
Generalleutnant Adolf Heusinger und Hans Speidel mit Bundesminister der Verteidigung Theodor Blank bei der Überreichung ihrer Ernennungsurkunden in Bonn am 15. November 1955

Speidel widmete sich nach der Entlassung aus der Kriegsgefangenschaft wieder wissenschaftlichen Arbeiten. Speidels älterer Bruder Wilhelm Speidel war von 1942 bis 1944 Militärbefehlshaber von Südgriechenland bzw. Griechenland und wurde im Februar 1948 im Geiselmordprozess wegen seiner Verantwortung für die dortigen Geiseltötungen zu 20 Jahren Haft verurteilt (1951 begnadigt). 1949 veröffentlichte Hans Speidel sein Buch Invasion 1944 und war Lehrbeauftragter an der Eberhard Karls Universität Tübingen.
Im Oktober 1950 arbeitete er an der geheimen Himmeroder Denkschrift zur Frage einer deutschen Wiederbewaffnung mit. Nach seiner Tätigkeit als militärischer Berater des Bundeskanzlers Konrad Adenauer 1950 wurde Speidel im Januar 1951 als Sachverständiger in das Amt Blank (das spätere Bundesverteidigungsministerium) berufen. Im Zuge der intensivierten Diskussion der westdeutschen Wiederbewaffnung nach Ausbruch des Koreakrieges ab Sommer 1950 gab es ein „Junktim“ zwischen der „Wiederherstellung der Ehre des deutschen Soldaten“ und der Zustimmung zur Wiederbewaffnung. Von 1951 bis 1954 war Hans Speidel Chefdelegierter bei der Konferenz zur Bildung einer Europäischen Verteidigungsgemeinschaft (EVG).

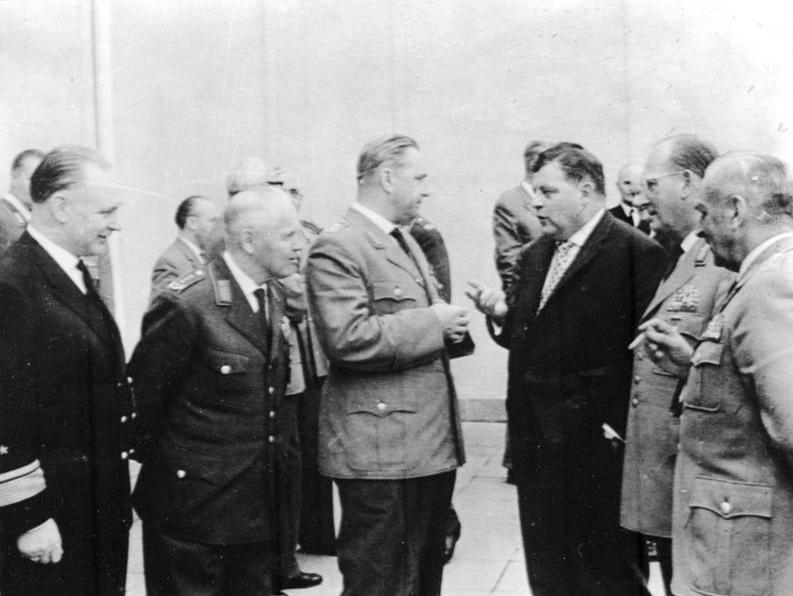
Hans Speidel bei einem Generalstreffen, u. a. mit Verteidigungsminister Franz Josef Strauß, Stuttgart, 9. Juni 1961

Nach dem Scheitern dieses Projektes vertrat Speidel 1954/55 die Bundesrepublik Deutschland bei den Verhandlungen über einen Eintritt in die NATO. Er wurde am 22. November 1955 zum Chef der Abteilung IV „Gesamtstreitkräfte“ im Bundesministerium der Verteidigung berufen und zum Generalleutnant ernannt. Am 14. Juni 1957 wurde er zum General (OF-9) befördert. Speidel war von April 1957 bis September 1963 Oberbefehlshaber der alliierten Landstreitkräfte in Mitteleuropa (COMLANDCENT – Commander Allied Land Forces Central Europe) mit Hauptquartier im Schloss Fontainebleau (Frankreich) und sorgte für eine reibungslose Eingliederung der Bundeswehr in die NATO.
Charles de Gaulle, seit Januar 1959 Staatspräsident Frankreichs, war ein unversöhnlicher politischer Gegner Speidels (insbesondere wegen dessen Aktivitäten gegen die Résistance und französische Juden 1942 in Paris). Er drängte bei der NATO auf Speidels Ablösung; diese erfolgte Anfang September 1963.
Im März 1964 wurde er 66-jährig in den Ruhestand verabschiedet und im Oktober desselben Jahres zum Präsidenten der Stiftung Wissenschaft und Politik (SWP) gewählt. Speidel wurde mit dem Bundesverdienstkreuz mit Stern und Schulterband ausgezeichnet und 1972 Ehrenbürger seiner Heimatstadt Metzingen. Er starb am 28. November 1984 in Bad Honnef. Die General-Dr.-Speidel-Kaserne der Bundeswehr in Bruchsal ist seit 1997 nach ihm benannt.

## Auszeichnungen

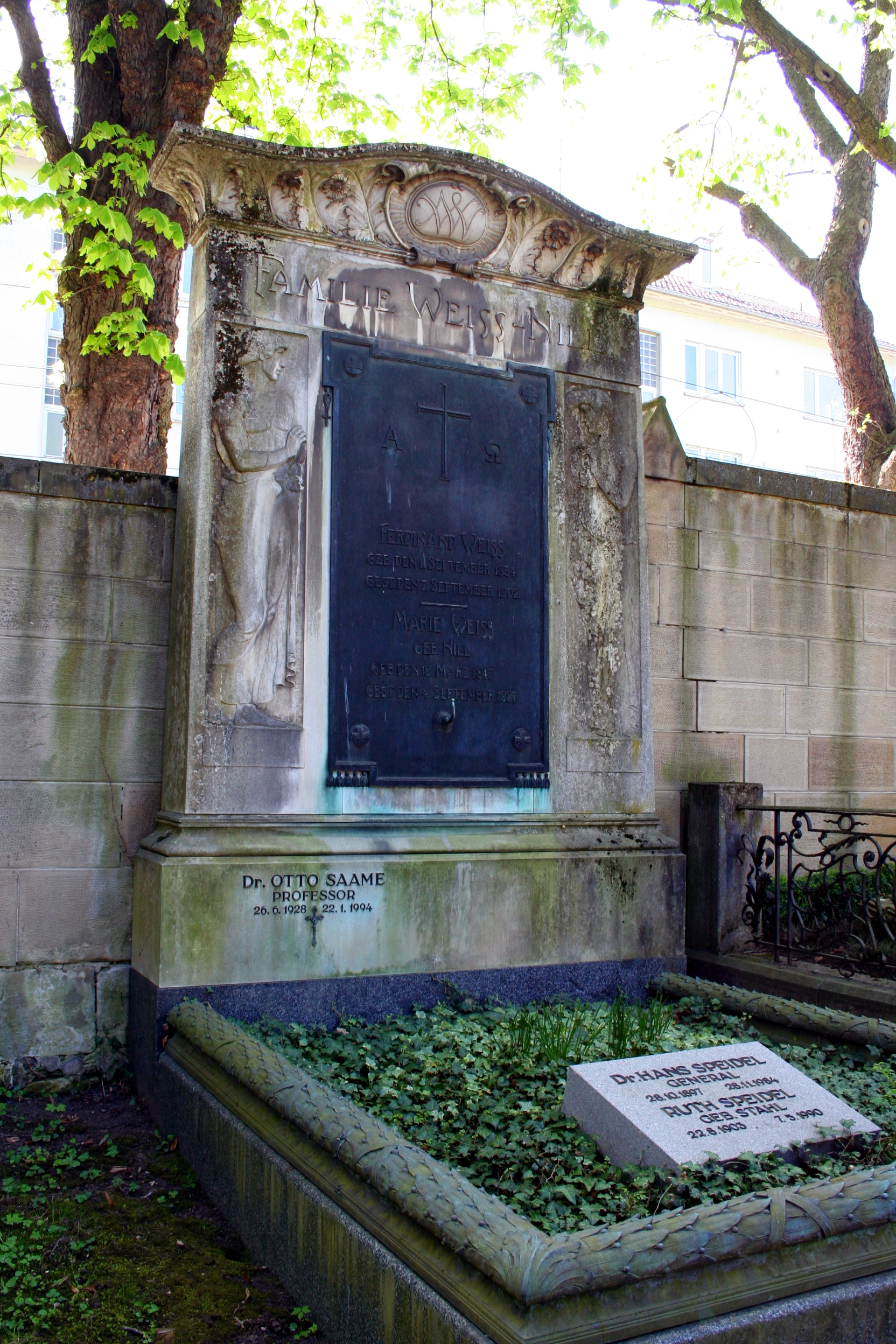
Grab auf dem Pragfriedhof Stuttgart

- Eisernes Kreuz (1914) II. und I. Klasse
- Goldene Württembergische Militärverdienstmedaille am 20. Februar 1917[11]
- Spange zum Eisernen Kreuz II. und I. Klasse
- Deutsches Kreuz in Gold am 8. Oktober 1942[12]
- Ritterkreuz des Eisernen Kreuzes am 1. April 1944[12]
- Bundesverdienstkreuz mit Stern und Schulterband

## Schriften
- 1813 / 1924 – eine militärpolitische Untersuchung. Dissertation. Universität Tübingen 1925.
- Invasion 1944. Ein Beitrag zu Rommels und des Reiches Schicksal. Wunderlich, Tübingen 1949.
- Zeitbetrachtungen: ausgewählte Reden. v. Hase & Koehler, Mainz 1969.
- Aus unserer Zeit. Erinnerungen. Propyläen, Berlin 1977.